# Laemonema laureysi
Laemonema laureysi är en fiskart som beskrevs av Poll, 1953. Laemonema laureysi ingår i släktet Laemonema och familjen Moridae. Inga underarter finns listade i Catalogue of Life.